# Elmar Bereuter
Elmar Bereuter (* 1948 in Lingenau) ist ein österreichischer Schriftsteller.

## Leben
Elmar Bereuter wurde als ältestes von vier Kindern geboren. In der Bauernfamilie verbrachte er seine Kindheit zwischen dem Dorfleben und der Alpwirtschaft im Bregenzerwald in Lingenau und dem über 500 km entfernten Internat in Graz.
Er war zunächst Public Relations-(PR)-Manager eines großen deutschen Bergsport-Bekleidungsherstellers und führt seit 1991 eine eigene Werbeagentur.
2002 hat er seinen ersten Roman Die Schwabenkinder geschrieben, der als Vorlage für den Film Schwabenkinder diente. Dabei arbeitete Elmar Bereuter mit dem Regisseur Jo Baier zusammen. Sein Buch, das zum Bestseller wurde, machte ihn bekannt und weitere Romane folgten; sie zählen zu den historischen Romanen.
Heute lebt er mit seiner Frau in einem kleinen Ort bei Tettnang in der Nähe des Bodensees.

## Werke
Romane
- Die Schwabenkinder: Die Geschichte des Kaspanaze. Herbig, München 2002, ISBN 3-7766-2304-7. (siehe auch: Schwabenkinder)
- Hexenhammer: Roman über die Anfänge der Hexenverfolgung. Herbig, München 2003, ISBN 3-7766-2341-1. (siehe auch: Hexenhammer)
- Die Lichtfänger: Roman aus der Zeit der Hexenverfolgung. Langen Müller, München 2005, ISBN 3-7844-2985-8.
- Felders Traum: Die kaum glaubliche Geschichte eines Bauernbuben. Langen Müller, München 2007, ISBN 978-3-7844-3102-4. (siehe auch: Franz Michael Felder (Schriftsteller))

Anderes
- Störmeldungen: der Versuch einer Ortung unseres geistigen Befindens in Schlagzeilen. Mauer-Verlag Kriese, Rottenburg a/N 2008, ISBN 978-3-86812-128-5. (Auszüge aus Tagesmeldungen)
- Schwabenkinder-Wege – Oberschwaben. Bergverlag Rother, München 2011, ISBN 978-3-7633-4413-0. (Wanderführer)
- Schwabenkinder-Wege – Vorarlberg (mit Grenzgebieten Tirol und Liechtenstein). Bergverlag Rother, München 2012, ISBN 978-3-7633-4416-1. (Wanderführer)
- Schwabenkinder-Wege – Schweiz und Liechtenstein. Bergverlag Rother, München 2013, ISBN 978-3-7633-4439-0. (Wanderführer)

Hörbücher
- Die Schwabenkinder:  Die Geschichte des Kaspanaze. Gekürzte Fassung, gelesen von Hubert Dragaschnig. Langen Müller, München 2005, ISBN 3-7844-4068-1.